# Битва в долине Дюн
Битва в долине Дюн или Битва при Валь-эс-Дюн (фр. Bataille du Val-ès-Dunes) — сражение между нормандскими баронами и войсками короля Франции Генриха I и герцога Нормандии Вильгельма I в 1047 году. Разгром мятежных баронов позволил герцогу Вильгельму утвердиться на нормандском престоле.
Сражение упоминается в «Деяниях герцогов Нормандии» Гийома Жюмьежского (книга VII), «Деяниях герцога Вильгельма» Вильгельма из Пуатье и в «Романе о Ру» нормандского поэта XII века Васа.

## Предыстория
Долина Дюн представляет собой равнину в Нормандии на юго-восток от Кана, между деревнями Валмерай, Контвиль и Бургебу.
Вильгельм I (впоследствии король Англии Вильгельм I Завоеватель) формально считался герцогом Нормандии с 1037 года, после того, как его отец, герцог Роберт Дьявол, умер в Никее. Ему было 8 лет, он был незаконнорождённым и часть баронов, главным образом из Верхней Нормандии не признала его права. В 1037—1047 годах Нормандия переживала период анархии. В этот период произошло несколько мятежей против герцога. Очередной мятеж был организован Ги де Брийоном, сыном бургундского графа Рено. Он склонил на свою сторону крупных баронов западной Нормандии: виконта Кутанса Нигеля, виконта Бессена (Байё) Ранульфа I и Ральфа Тессона. Юного герцога поддержал французский король Генрих I.

## Ход событий
В начале 1047 года король ввёл войска в Нормандию — через Аржантан до реки Лайзон, где к нему присоединилась двигавшаяся из Руана через долину Орж армия герцога.
О ходе и дате сражения почти ничего не известно. Предполагается, что с обеих сторон в нём участвовало около 2000 чел. По словам поэта Васа, герцог Вильгельм вызвал на бой и победил сильнейшего в Нормандии бойца Хардеса из Байё. Отряд барона Ральфа II Тессона внезапно перешёл на сторону герцога. Войска мятежников были обращены в бегство, многие погибли при отступлении, затоптанные конями, многие утонули в разлившейся реке Орн. 
Ги де Брийон не участвовал в сражении, его замок был осаждён позже. Граф сдался на условии сохранения жизни, и его отпустили в Бургундию. С этого момента герцог стал фактическим правителем Нормандии. Осенью в Кане был созван церковный собор, восстановивший в Нормандии мир Божий.

## В кино
- «Вильгельм, юность завоевателя» (фр. Guillaume, la jeunesse du conquérant) — реж. Фабьен Дрюжон (Франция, 2015).